# Božena Kozlíková
Božena Kozlíková (12. dubna 1902 Smíchov – 4. února 1991 Praha) byla česká operní pěvkyně, mezzosopranistka, a hudební pedagožka.

## Životopis
Narodila se v rodině Augusta Kozlíka, katolíka, velkoobchodníka s uhlím ze Smíchova a Boženy rozené Neubertové, evangeličky, dcery známého pražského tiskaře a nakladatele Václava Neuberta. Měla bratra Josefa (1904). V roce 1936 se provdala za Ing. Richarda Havránka. V Praze absolvovala Vyšší dívčí školu (1919) a soukromé hodiny zpěvu u Gabriely Horvátové. 15. ledna 1924 začala své působení jako sólistka - elévka opery Národního divadla. Byla jednou z prvních elévek opery, a to neplacenou. Teprve po roce zdejšího působení, během kterého vystoupila padesátkrát, začala studia pražské konzervatoře jako žákyně operního studia u Doubravky Branbergerové a Jarmily Pěničkové, s hereckou průpravou u Ferdinanda Pujmana. Na scéně opery Národního divadla se stala 1. září 1925 placenou elévkou, s honorářem 750 Kč měsíčně, než 1. března 1926 získala smluvní angažmá s honorářem 12 000 Kč na rok, s povinností odehrát 96 vystoupení a příplatkem 30 Kč za každé další vystoupení. Z Národního divadla odešla pro nemoc v roce 1939, ale z podnětu Zdeňka Nejedlého zde byla po válce znovu angažovaná, i když převážně jen alternovala ve vedlejších rolích.
| Divadlo                   | roky                 | počet představení |
| ------------------------- | -------------------- | ----------------- |
| Divadlo 5. května         | 1948–1949            | 68                |
| Divadlo Umění lidu Karlín | 1949                 | 1                 |
| Národní divadlo           | 1924–1939, 1945–1955 | 1232              |
| Smetanovo divadlo         | 1949–1955            | 146               |
| Stavovské divadlo         | 1924–1948            | 311               |
| Tylovo divadlo            | 1949–1950            | 4                 |

Od roku 1958 vyučovala soukromě zpěv a věnovala se studiu reedukace a rehabilitace hlasu. Spolupracovala s foniatrickou klinikou v Praze, pomáhala léčit pacienty s hlasovými vadami. Věnovala se i koncertní činnosti, mj. melodramu, v níž se orientovala na moderní tvorbu. V Praze XII bydlela na adrese Pochova 123.

## Dílo

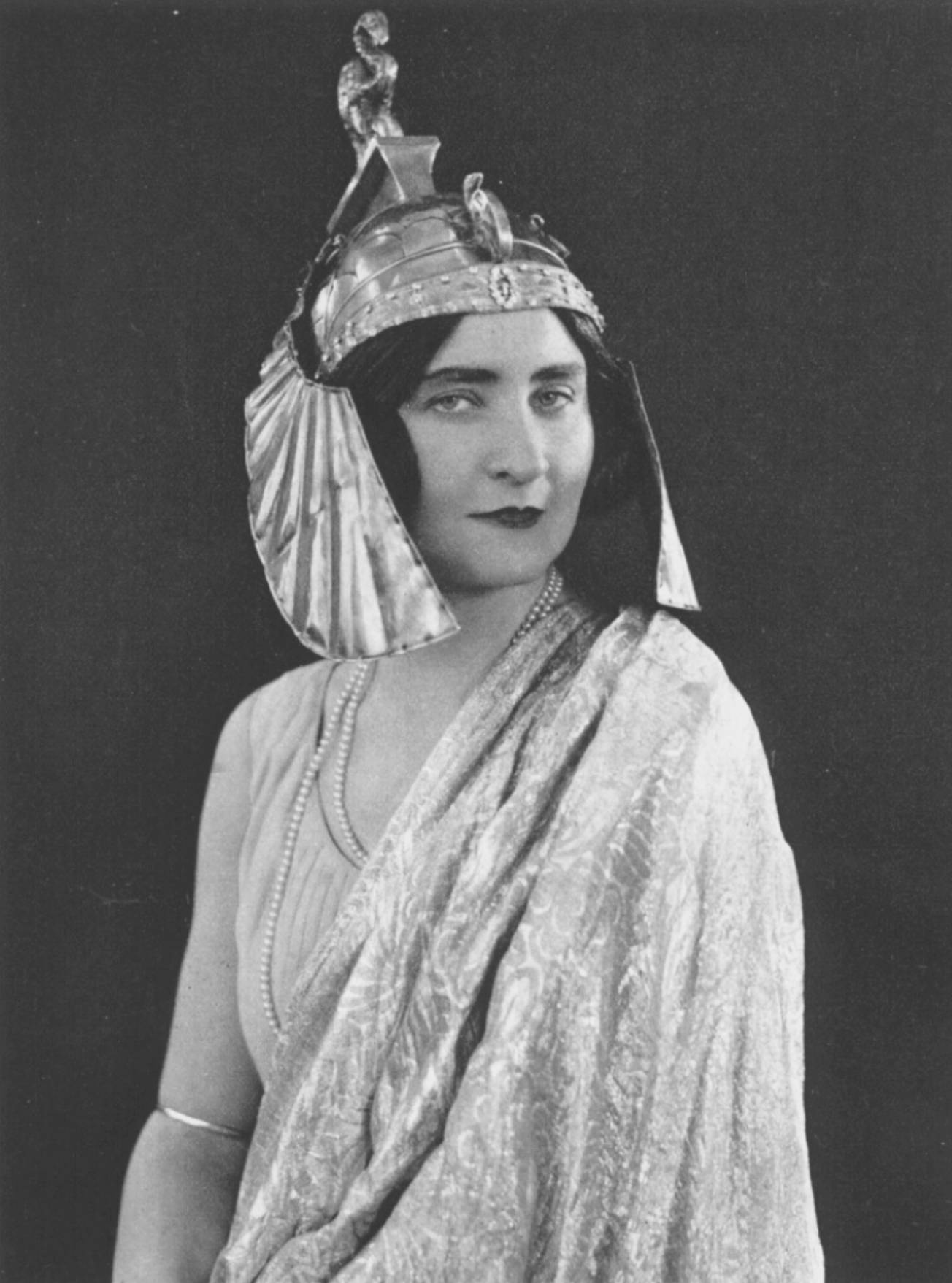
Božena Kozlíková jako Amneris v Aidě, 1932

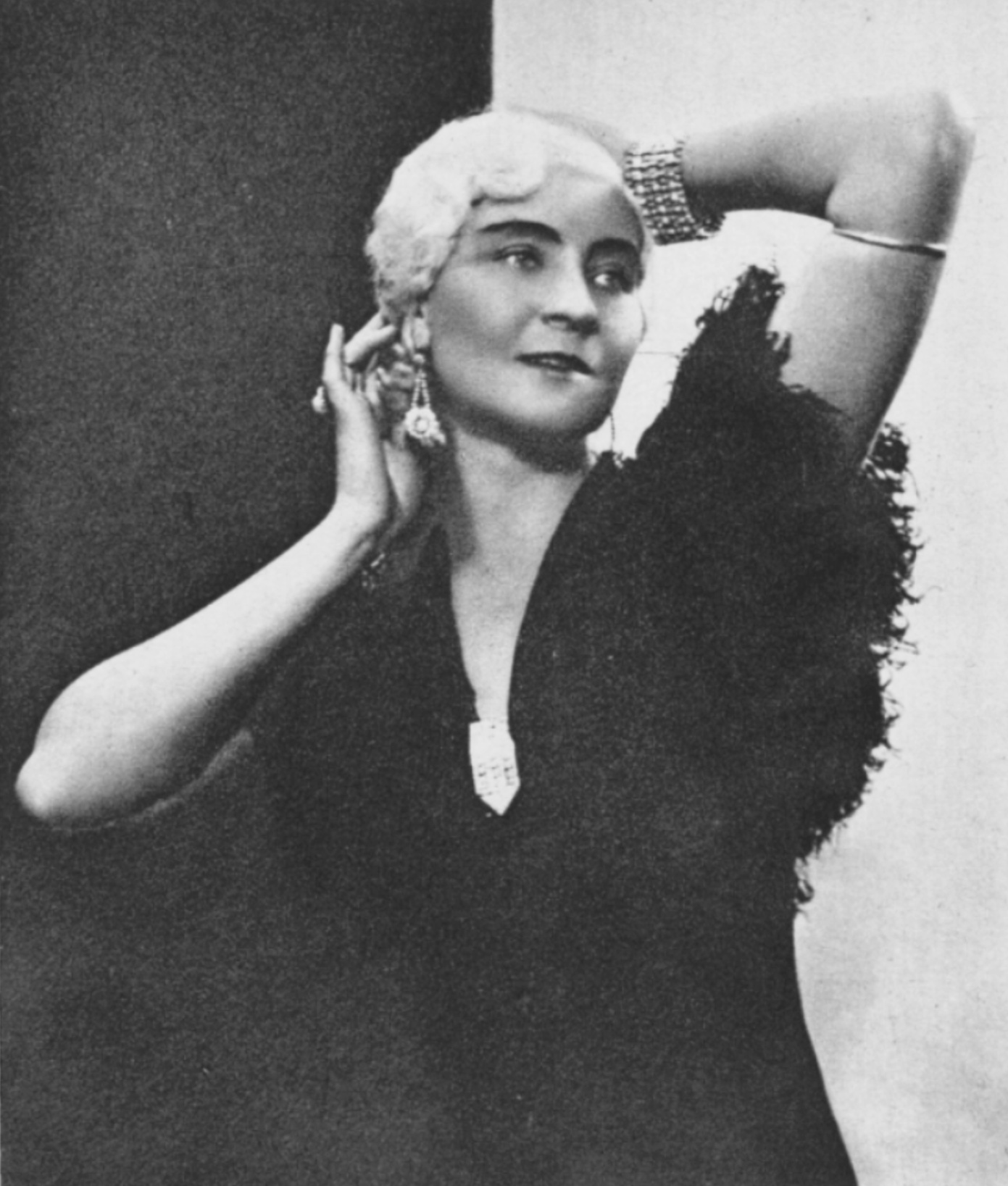
Božena Kozlíková jako Angličanka v opeře Strašidlo v zámku, 1933

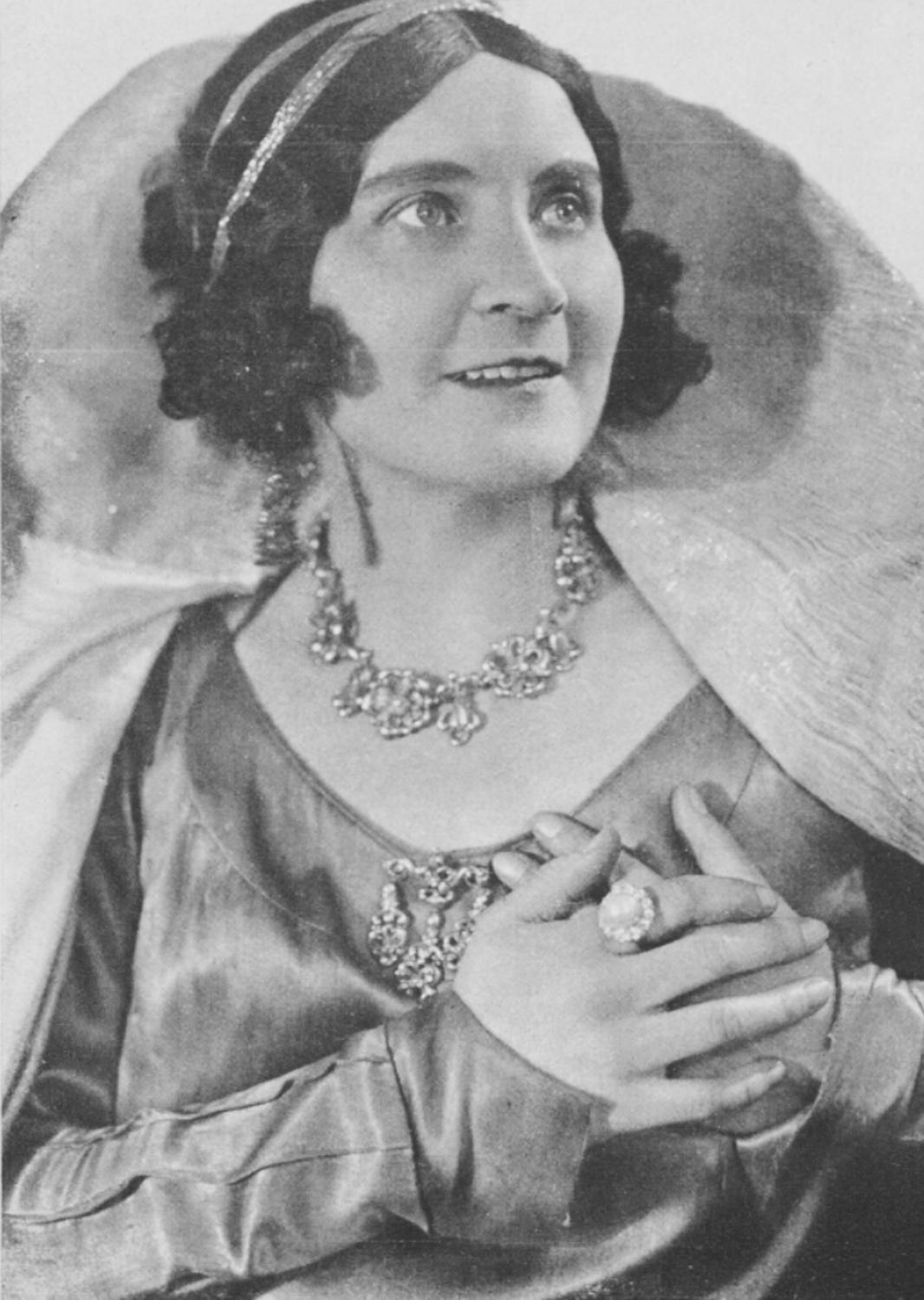
Božena Kozlíková jako královna v opeře Švanda Dudák, 1936

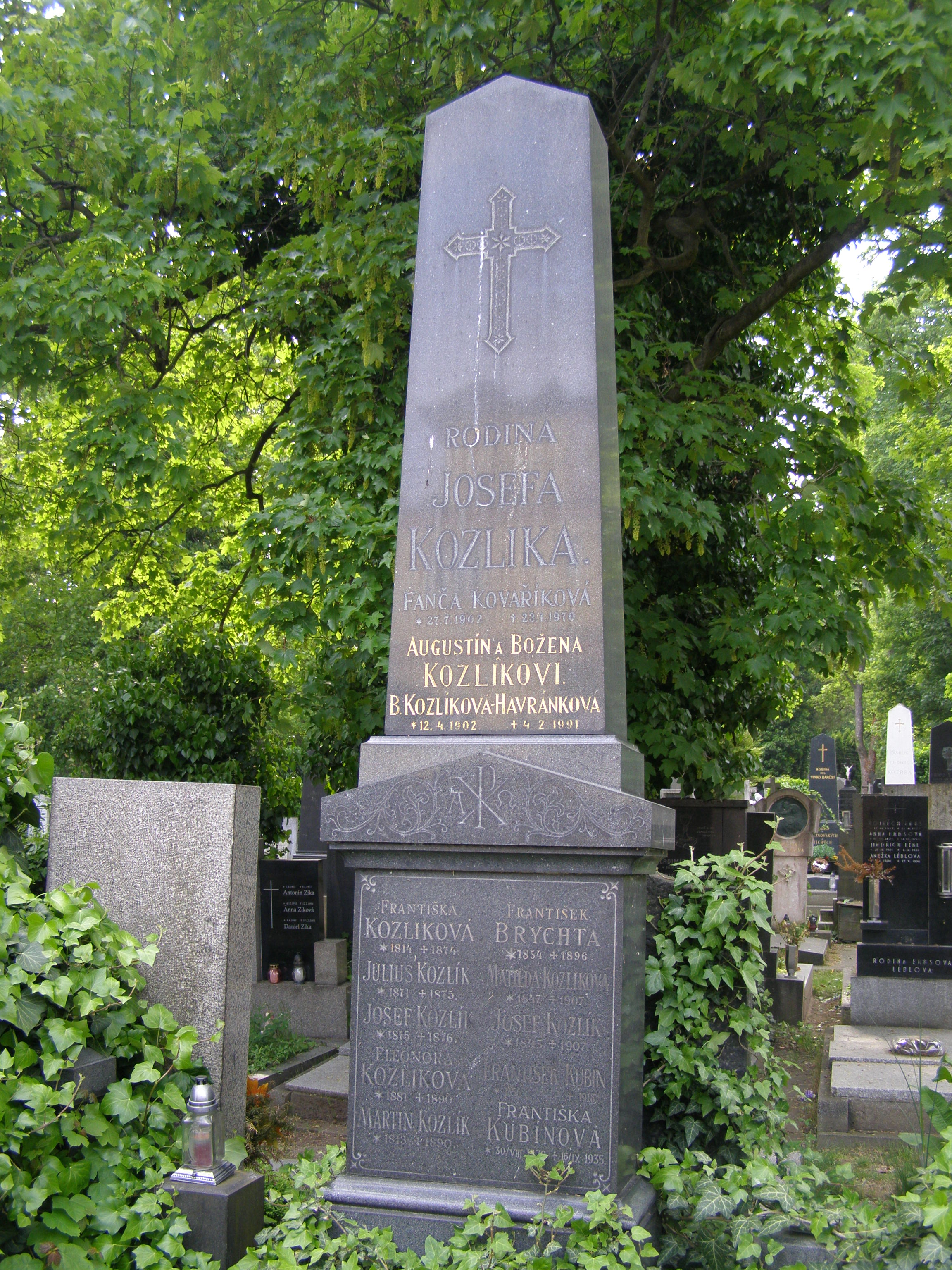
Hrob na hřbitově Malvazinky

### Operní role
- Amneris: Aida 1931–1932, 1933–1934
- Třetí žínka: Rusalka — 1924–1934, 1945–1950
- Flora Bervoix: Violetta — 1925–1939
- Hraběnka: Piková dáma — 1929–1933, 1936–1937, 1950–1951
- Vlasta/Radka/Hosta: Šárka — 1924–1931, 1938, 1949, 1951–1952
- Zuzka: Eva — 1924–1930, 1937
- Elisa: Louisa — 1927–1929, 1932–1933
- Pastýř: Tosca — 1927–1928, 1930–1931, 1934–1936
- Olga/Larina/Filipěvna: Eugen Oněgin — 1924–1927, 1929, 1931–1933, 1937–1939, 1949, 1951
- Třetí děva Astartina: Kouzelná flétna — 1925–1931
- Suzuki: Madame Butterfly — 1929–1934, 1937–1938
- Maddalena – Magdalena; Maddalena: Rigoletto — 1925–1938
- Lucia: Sedlák kavalír — 1937–1938
- Panna Roza: Tajemství — 1930–1931, 1948
- Berta: Lazebník sevillský — 1929, 1931–1933, 1936–1939, 1947–1952
- Rosette: Manon — 1929, 1931–1922
- Háta: Prodaná nevěsta — 1926–1936, 1938, 1938–1939, 1946–1949
- Páže Herodiady: Salome — 1925, 1928
- Azucena: Troubadour — 1930–1931, 1934, 1937–1938
- Vlčenka: Braniboři v Čechách — 1924–1925, 1927–1929, 1931–1932
- Záviš: Čertova stěna — 1925–1929, 1931
- Radmila/Třetí žnec: Libuše — 1924–1929, 1932, 1934–1935, 1945
- Zobeida: Zedník a zámečník — 1924
- Osoba commedie dell´arte: Ilseino srdce — 1924–1925
- Třetí duch: Bouře — 1925–1931, 1933
- Třetí družička: Čarostřelec — 1926–1927, 1929, 1931
- Liduška: Dráteník — 192–1928
- Zoe: Hedy — 1929–1933, 1938
- Pastuchyňa/Rychtářka: Její pastorkyňa — 1926–1930, 1932–1936, 1946–1947
- Princ Orlowski: Netopýr — 1925–1926, 1928
- Kathos: Preciézky — 1926
- Carmen: Carmen — 1926–1931, 1936
- Káča/Kněžna/Káčina matka: Čert a Káča — 1927, 1929–1933, 1935–1939, 1954–1955
- Lenka: Dědův odkaz — 1927, 1930–1931
- Čínský šálek, Vážka: Dítě a kouzla — 1927
- Apollo: Prometheus — 1927
- Královna: Švanda dudák — 1927, 1933
- Markéta: Vojcek — 1926
- Sousedka: Mavra (Státní konservatoř hudby) — 1928
- Fenella: Němá z Portici — 1927–1929
- Ljubava Buslajevna: Sadko — 1928–1929
- Veruna: Šelma sedlák — 1934, 1938, 1945–1947
- Poklízečka: Věc Makropulos — 1928
- Eliška: Zvíkovský rarášek (Státní konservatoř hudby/ND) — 1928, 1930–1931
- Kateřina Ivanovna: Bratři Karamazovi — 1928–1931, 1935
- Porcie: Jessika — 1928, 1930–1931
- Královna: Král a uhlíř — 1929–1930
- Klotilda: Norma — 1929–1932, 1935
- Říhová: Tvrdé palice — 1936–1938
- Vlasta: Vlasty skon (Státní konservatoř hudby Praha) — 1929
- Rošana: Oberon — 1929–1931
- Hraběnka: Pytlák — 1930
- Ošetřovatelka: Beatrys — 1931
- Hlas: Hoffmannovy povídky — 1935–1939
- Marcellina: Figarova svatba — 1936–1939, 1948–1953
- Tisbe: Popelka (Popelka Angelina) — 1932
- Hippodamie: Smrt Hippodamie — 1932–1933
- Hedvika: Vilém Tell — 1932–1934
- Služka: Elektra — 1933, 1935
- Klapzuba: Perníková chaloupka — 1933–1934
- Matka větrů: Rajská zahrada — 1933
- Anděl Raguil: Pod jabloní — 1935
- Annina: Růžový kavalír — 1934
- Mrs Hollywood: Strašidlo v zámku — 1933
- Marta Knejpková: Zakletý princ — 1933–1934
- Ljubov: Mazepa — 1934
- Eva: Zítek — 1934–1935
- Matka boží: Hry o Marii — 1936
- Salče: Koštana — 1935–1936
- Jeho žena; Stařena: Na starém bělidle — 1935–1936, 1949–1950
- Druhá kmotra: Angelika — 1937
- Kněžna: Nepřemožení — 1936–1937
- Pásková: Příhody lišky Bystroušky — 1937–1938
- Stará dáma: Julietta (Snář) — 1938
- Maminka: Modrý květ — 1937–1938
- Stará Kozinová/Kozinova matka: Psohlavci — 1937–1938, 1946–1947
- Kapřice: Vodník — 1937–1938
- Gláša, Fekluša: Káťa Kabanová — 1938, 1948–1950
- Lotinka: Jakobín — 1946–1955
- Jeho bába: Lucerna — 1949
- Horačka: Maryša — 1946–1949
- Chůva: Honzovo království — 1947–1948
- Vojačka: Poslední hejtman — 1948–1949
- Kněžna Marie Bolkonská: Vojna a mír — 1948

### Koncerty
- Matiné na počest Otokara Březiny — 1929
- Závěrečný koncert jubilejního cyklu Otakara Ostrčila — 1929
- Večer Mánesa: cyklus medodramů Pierrot lunaire – Arnold Schönberg — 1934
- Koncertně-divadelní večer Klubu sólistů Národního divadla v Praze — 1939

### Gramofonová deska
- Str. 1: Sbor pašeráků: "Hubička" – hudba: B. Smetana; slova: E. Krásnohorská — Str. 2: Rozmysli si, Mařenko: sexteto z III. jednání "Prodaná nevěsta" – hudba: B. Smetana; slova: K. Sabina — zpěv Emil Pollert, Ada Nordenová, Božena Kozlíková, Marta Krásová, Jan Hilbert Vávra. His Master’s Voice, [1925–1935]